# Kalathos

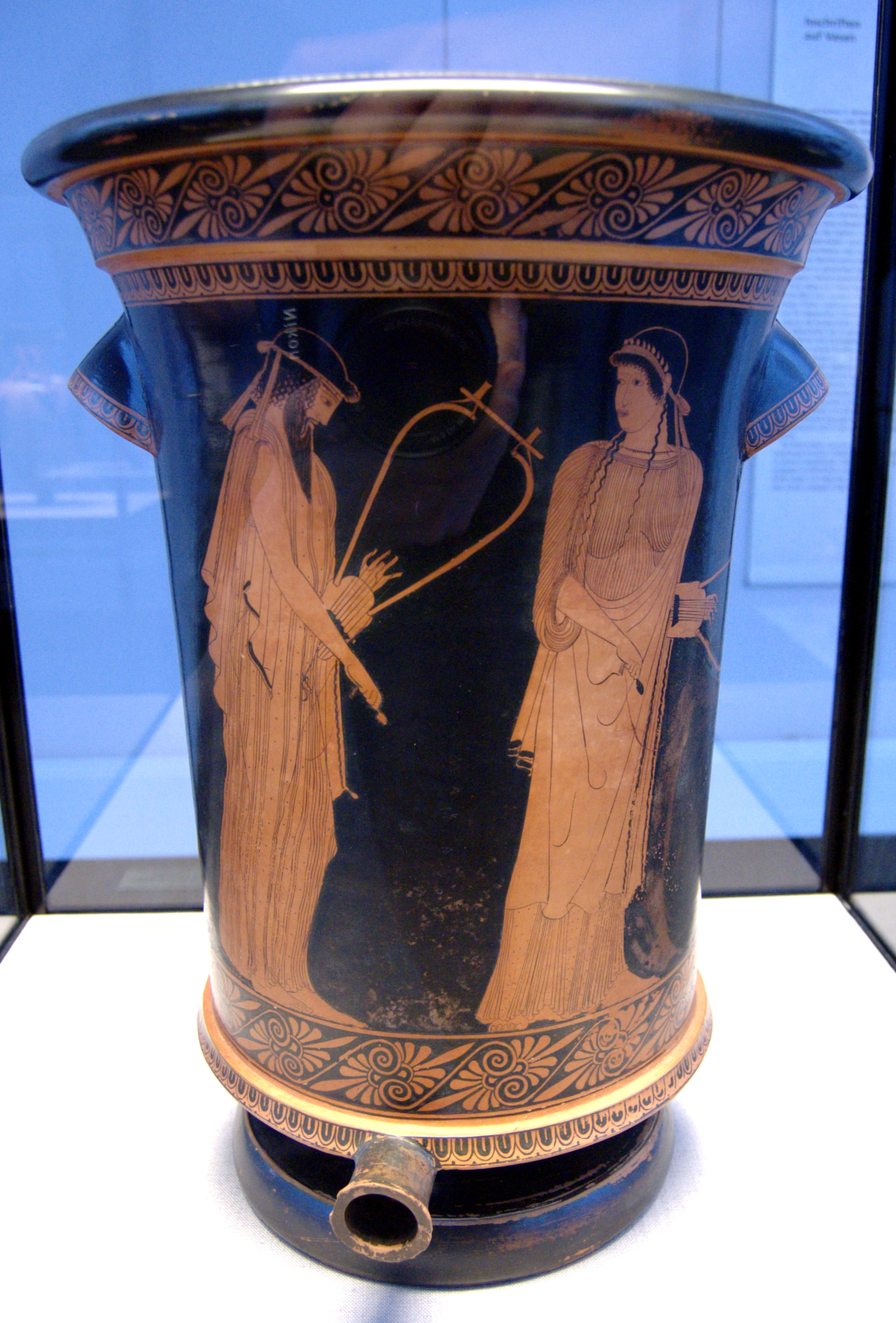
Alkaios und Sappho, attisch rotfiguriger Kalathos, um 470 v. Chr., Staatliche Antikensammlungen

Der Kalathos (altgriechisch κάλαθος kálathos) war ein lilienförmiger Arbeitskorb der Frauen in der griechischen Antike. Er wurde bei verschiedenen Arbeiten gebraucht und bestand aus Materialien wie Ton, Holz oder in besonderen Fällen auch Edelmetall.
Der Kalathos hatte bei den Festen der Athene, besonders aber bei denen der Demeter eine symbolische Bedeutung als Blumenkorb der Persephone; danach auch Name eines ähnlich gestalteten Tongefäßes und des kelchförmigen Kapitellkörpers der korinthischen Säule. Er wurde auch zur Zeit der römischen Besetzung Ägyptens gelegentlich als Motiv auf den Rückseiten von Alexandrinischen Münzen gezeigt, meistens mit Getreideähren oder Mohnkapseln, die aus ihm herausragen. Diese Prägungen unterstreichen die damalige Bedeutung Ägyptens als Getreideproduzent.

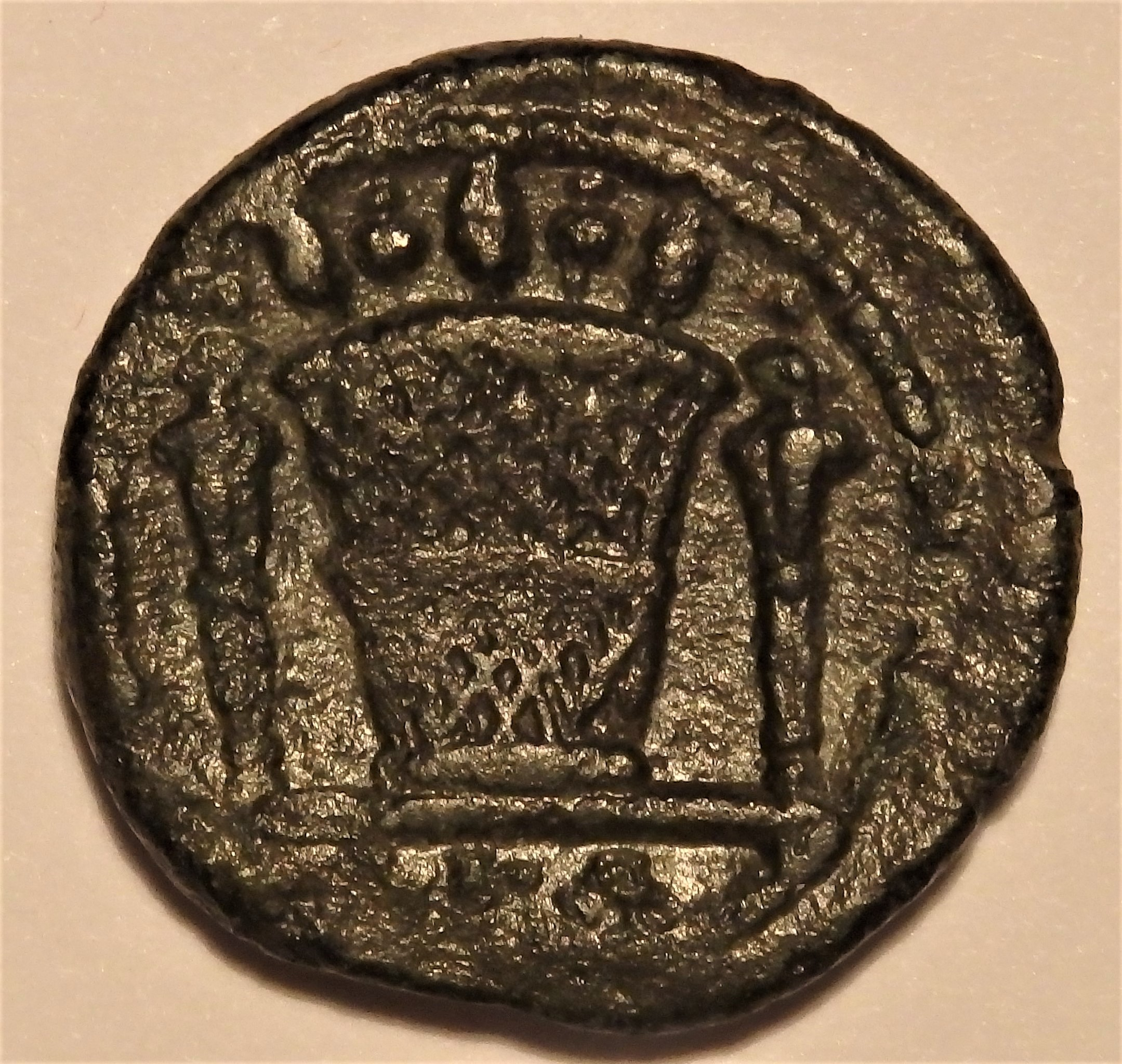
Bronzemünze aus Alexandria mit Kalathos, 138 n. Chr.

In der Porzellanherstellung des 18. und 19. Jahrhunderts wird als Kalathos eine hochgezogene Tassenform mit konkaver Wandung bezeichnet. Aus dem ausgestellten Rand der Tasse entwickelt sich ein charakteristischer, bandförmiger Henkel. Diese Tassenform stellt im Klassizismus einen Rückgriff auf die antike Form dar.